# Hjemve
Hjemve er en længsel efter sit hjem, en negativt ladet følelse.
Man har tidligere set hjemve knyttet til begrebet separationsangst.
En modsat følelse kan siges at være udlængsel eller udve.
I litteraturen er hjemveen behandlet. 
Johannes V. Jensens "En sømand har sin enegang" siges at at have et tema om splittelsen mellem udlængsel og hjemve.